# Dennis Austin
Dennis R. Austin (* 28. Mai 1947 in Pittsburgh; † 1. September 2023 in Los Altos) war einer der Entwickler von PowerPoint.

## Leben
Dennis Austin studierte Elektrotechnik an der University of Virginia (Abschluss: Bachelor of Science) und Informatik an der Arizona State University, dem Massachusetts Institute of Technology und der University of California in  Santa Barbara. Er arbeitete als Softwareentwickler für Burroughs Corporation (1973–1981), Gavilan Computers (1982–1984), Forethought (1984–1987) und Microsoft (1987–1996). Im Jahr 1997 wurde er Miteigentümer und Vizepräsident der 1995 gegründeten A Bit Better Corporation. Die Firma wurde im Dezember 2011 aufgelöst.
Dennis Austin starb am 1. September 2023 in Los Altos an Lungenkrebs.

## Werk
Dennis Austins bleibender Beitrag ist die Entwicklung von PowerPoint (ursprünglich: Presenter) beim Software-Startup Forethought. Er war der erste von Robert Gaskins eingestellte Mitarbeiter der Firma; der zweite war Tom Rudkin. Gaskins schreibt, dass mindestens die Hälfte der grundlegenden Entscheidungen für das Design des Programms auf Austin zurückgehen, vor allem die, die zu dessen hoher Akzeptanz bei den Nutzern führten; ohne seine Beiträge hätte die Welt wohl nie von PowerPoint gehört. Forethought wurde 1987 von Microsoft gekauft. Gaskins und Austin wechselten auch zu Microsoft; Austin leitete die weitere Entwicklung der Software bis zu seinem Ruhestand im Jahr 1996.